# Barbara van Brandenburg (1527-1595)
Barbara van Brandenburg (10 augustus 1527 - Brieg, 2 januari 1595) was van 1586 tot 1595 hertogin van Brieg. Ze behoorde tot het huis Hohenzollern.

## Levensloop
Barbara was het tweede kind en de oudste dochter van keurvorst Joachim II Hector van Brandenburg en Magdalena van Saksen, dochter van hertog George van Saksen. In 1537 werd ze door haar vader verloofd met George, de tweede zoon van hertog Frederik II van Liegnitz. Op 15 februari 1545 vond hun huwelijk plaats in de Brandenburgse hoofdstad Berlijn, op dezelfde dag als dat van haar broer Johan George en Georges zus Sophia. Als bruidsschat kreeg Barbara 20.000 rijnflorijnen van de inwoners van Brieg.
In 1547 overleed haar schoonvader, waarna haar echtgenoot George II hertog van Brieg, Ohlau en Wohlau werd. Het echtpaar kreeg zeven kinderen, twee zonen en vijf dochters:
- Barbara (1548-1565)
- Joachim Frederik (1550-1602), hertog van Ohlau, Wohlau en Brieg
- Johan George (1552-1592), hertog van Ohlau en Wohlau
- Sophia (1556-1594)
- Magdalena (1560-1562)
- een doodgeboren dochter (1561)
- Elisabeth Magdalena (1562-1630), huwde in 1585 met hertog Karel II van Münsterberg-Oels

In mei 1586 overleed George II. Volgens zijn laatste wil erfde Barbara het hertogdom Brieg, dat ze mocht besturen tot aan haar eigen dood, terwijl de hertogdommen Ohlau en Wohlau naar hun zonen Joachim Frederik en Johan George gingen. Barbara bleef hertogin van Brieg tot aan haar dood in 1595, waarna haar zoon Joachim Frederik het hertogdom Brieg erfde. Haar tweede zoon Johan George was reeds in 1592 overleden. 